# Beinn Sholum
Beinn Sholum ist ein Berg auf der schottischen Hebrideninsel Islay. Die 347 m hohe Erhebung befindet sich im Südosten der Insel etwa vier Kilometer nordnordwestlich der Küstensiedlung Ardbeg und fünf Kilometer nordöstlich des Fährhafens Port Ellen. Beinn Sholum bildet das südliche Ende einer Hügelkette, die beginnend am Sgorr nam Faoileann zwölf Kilometer in südwestlicher Richtung verläuft. Der nächstgelegene Hügel ist der vier Kilometer nordnordöstlich gelegene Beinn Uraraidh.
Am Fuße des Südhangs befinden sich die Seen Loch Sholum und Lochan Sholum, aus welchen Bäche abfließen, deren Wasser zur Herstellung des Whiskys Lagavulin verwendet wird. Einen Kilometer nordöstlich liegt Loch Uigeadail, welches das Wasser für den Whisky von Ardbeg liefert.
Beinn Sholum liegt in einem dünnbesiedelten Teil der Insel, weshalb auch keine Straßen zu dem Berg führen. Die Kuppe liegt auf der Wasserscheide der Insel.